# Муравлянка (село, Кимовский район)
Муравлянка — село в Кимовском районе Тульской области России.
В рамках административно-территориального устройства является центром Муравлянского сельского округа Кимовского района, в рамках организации местного самоуправления входит в сельское поселение Епифанское.

## География
Расположено на правом берегу Дона в месте впадения в него реки Муравлянки, в 15 км (по автодороге) к югу от посёлка Епифань.

## Название
Название получено по географическому признаку — месторасположению на берегу реки Муравлянки, которая в свою очередь получила название от травы-мура́вы, произраставшей по её берегам. Другие народные названия: «Никольское» — по сельскому храму Николая Угодника; «Крюково» — от фамилии владельца села и этой местности Бориса Крюкова.

## История
О времени возникновения церковного прихода села Муравлянки и его истории письменных документов и народных преданий не сохранилось. Каменный храм во имя Николая Чудотворца с приделом Димитрия Солунского был построен в 1763 году на средства помещика Бориса Крюкова. В 1867 году помещицей Н. П. Мясоедовой был пристроен придел благоверного Александра Невского. В Николо-Мавлянский церковный приход входили само село и деревни: Старая Гать (Санды(а)ри), Хвощинка, Горки и Тужиловка с общей численностью прихожан 2007 человек. Причт (в 1895 году) состоял из священника, диакона и псаломщика. В селе имелась земская школа.
В 1859 году в селе насчитывалось 41 крестьянский двор; в 1915 — 103 двора.

## Население
| Год       | 1857  | 1859 | 1915 | 2002 | 2010 |
| --------- | ----- | ---- | ---- | ---- | ---- |
| Население | 399 * | 683  | 811  | 225  | ↘187 |

* крестьяне крепостные помещичьи